# Каплунівка (Полтавський район)
Каплуні́вка — село в Україні, у Полтавській міській громаді Полтавського району Полтавської області. Населення становить 11 осіб. До 2020 орган місцевого самоврядування — Валківська сільська рада.

## Географія
Село Каплунівка знаходиться за 2 км від лівого берега річки Середня Говтва, за 1,5 км від сіл Очканівка, Валок та Лозівка. По селу протікає пересихаючий струмок.

## Історія
12 червня 2020 року, відповідно до розпорядження Кабінету Міністрів України № 721-р «Про визначення адміністративних центрів та затвердження територій територіальних громад Полтавської області», село увійшло до складу Полтавської міської громади.
19 липня 2020 року, в результаті адміністративно - територіальної реформи та ліквідації Полтавського району (1925—2020), село увійшло до складу новоутвореного Полтавського району.

## Відомі люди

### Народились
- Гапон Григорій Євдокимович — радянський офіцер, Герой Радянського Союзу.